# Photo 51

Photo 51, cho thấy nhiễu xạ tia X qua tinh thể DNA

Photo 51 hay Photograph n°51 (bức ảnh số 51) là biệt danh bức ảnh chụp nhiễu xạ tia X của tinh thể DNA của bà Rosalind Franklin chụp tại Đại học King's College ở London, do Raymond Gosling thực hiện vào những ngày đầu tháng 5 năm 1952, khi ông còn làm nghiên cứu sinh dưới sự giám sát của bà, trong nhóm nghiên cứu của Sir John Randall. Số "51" trong tên gọi của bức ảnh là lần chụp nhiễu xạ thứ 51 mà Franklin đã cho chụp, khi vào ngày 6 tháng 5 năm 1952, bà đã cho chụp ảnh tiêu bản mẫu nhiễu xạ tia X lần thứ 50. Photo 51 là cơ sở rất quan trọng trong việc xác định cấu trúc của DNA, vì biểu hiện thông tin khá rõ về cấu trúc ba chiều của DNA do chùm tia X phân tán ra khỏi sợi DNA tinh khiết.
Maurice Wilkins đã cho James Watson xem bức ảnh này khi đang là cộng sự của ông, đáng nói là Rosalind Franklin không biết hay đồng ý về việc này. Wilkins đã làm được điều này, vì lúc này, Gosling đang chịu sự giám sát của ông, và lúc Franklin đã rời khỏi học viện thì Randall đã yêu cầu Gosling chia sẻ tất cả các dữ liệu của mình với Wilkins. Cùng với Francis Crick, Watson đã sử dụng các đặc điểm và đặc tính của bức ảnh 51, cùng với tài liệu từ nhiều nguồn khác, để phát triển mô hình hóa học của phân tử DNA. Mô hình của họ, và bản thảo của Wilkins và các đồng nghiệp, và Gosling và Franklin, lần đầu tiên được xuất bản, cùng nhau, vào năm 1953, trong cùng một chủ đề trên tờ Nature. Năm 1962, giải Nobel về Sinh lý học hoặc Y khoa được trao cho Watson, Crick và Wilkins. Giải thưởng không được trao cho Franklin; bà đã mất bốn năm trước đó, và các quy định của giải Nobel yêu cầu nó chỉ được trao cho những người sống.
Bức ảnh cung cấp thông tin quan trọng cần thiết cho việc phát triển một mô hình DNA. Mô hình nhiễu xạ xác định bản chất xoắn ốc của các chuỗi xoắn kép (đối song song). Bên ngoài của chuỗi DNA có một xương sống của xen kẽ các phân tử deoxyribose và nhóm phosphate, còn các cặp base thì nằm ở giữa, trình tự của chúng mã hóa cho việc tổng hợp protein và có thể gọi đó là di truyền. Các tính toán của Watson và Crick từ Gosling và hình ảnh của Franklin đã đưa ra các thông số quan trọng cho kích thước và cấu trúc của xoắn. 
Bức ảnh 51 đã trở thành một nguồn dữ liệu quan trọng  dẫn đến sự phát triển của mô hình DNA và xác nhận cấu trúc xoắn ốc kép được mô phỏng trước đây của DNA, được trình bày trong các bài báo trên tạp chí Nature của Raymond Gosling.
Khi các nhà sử học khoa học đã xem xét lại thời gian thu được hình ảnh này, tranh cãi đáng kể đã nảy sinh trên cả tầm quan trọng của sự đóng góp của hình ảnh này đối với tác phẩm của Watson và Crick, cũng như cách mà họ có được hình ảnh. Franklin đã thuê Maurice Wilkins, tuy nhiên, ông lại cho Watson và Crick xem ảnh mà không cho bà biết. Các vấn đề rằng Franklin có thể tự suy luận về cấu trúc của DNA một mình, từ dữ liệu của riêng mình hay Watson và Crick nếu không có được ảnh của Gosling, là một chủ đề được tranh luận sôi nổi, và còn gây tranh cãi hơn nữa vì bức tranh châm biếm tiêu cực của Franklin được miêu tả trong các chương đầu từ tác phẩm nổi tiếng của Watson: Chuỗi xoắn kép. Watson thừa nhận việc ông làm méo mó hình ảnh của Franklin trong cuốn sách của mình, và viết trong phần kết luận: "Vì những ấn tượng ban đầu của tôi về [Franklin], cả trong khoa học và cá nhân (như được ghi trong các trang đầu của cuốn sách này) thường sai, tôi muốn nói điều gì đó ở đây về những thành tựu của bà ấy. "